# Парк XVIII століття (Городок)
Парк XVIII ст. — парк-пам'ятка садово-паркового мистецтва місцевого значення в Україні. Розташований у межах міста Городок Львівської області, при вул. Парковій.
Площа 12 га. Статус надано 1984 року. Перебуває у віданні: Городоцький комбінат комунальних підприємств.

Статус надано для збереження парку, закладеного у XVIII ст. Парк розташований на пологому пагорбі поруч з центральною частиною Городка, на березі Городоцького водосховища. Зростають каштани, буки, липи тощо. На території парку наявні пам'ятки археології давньоруських часів. 

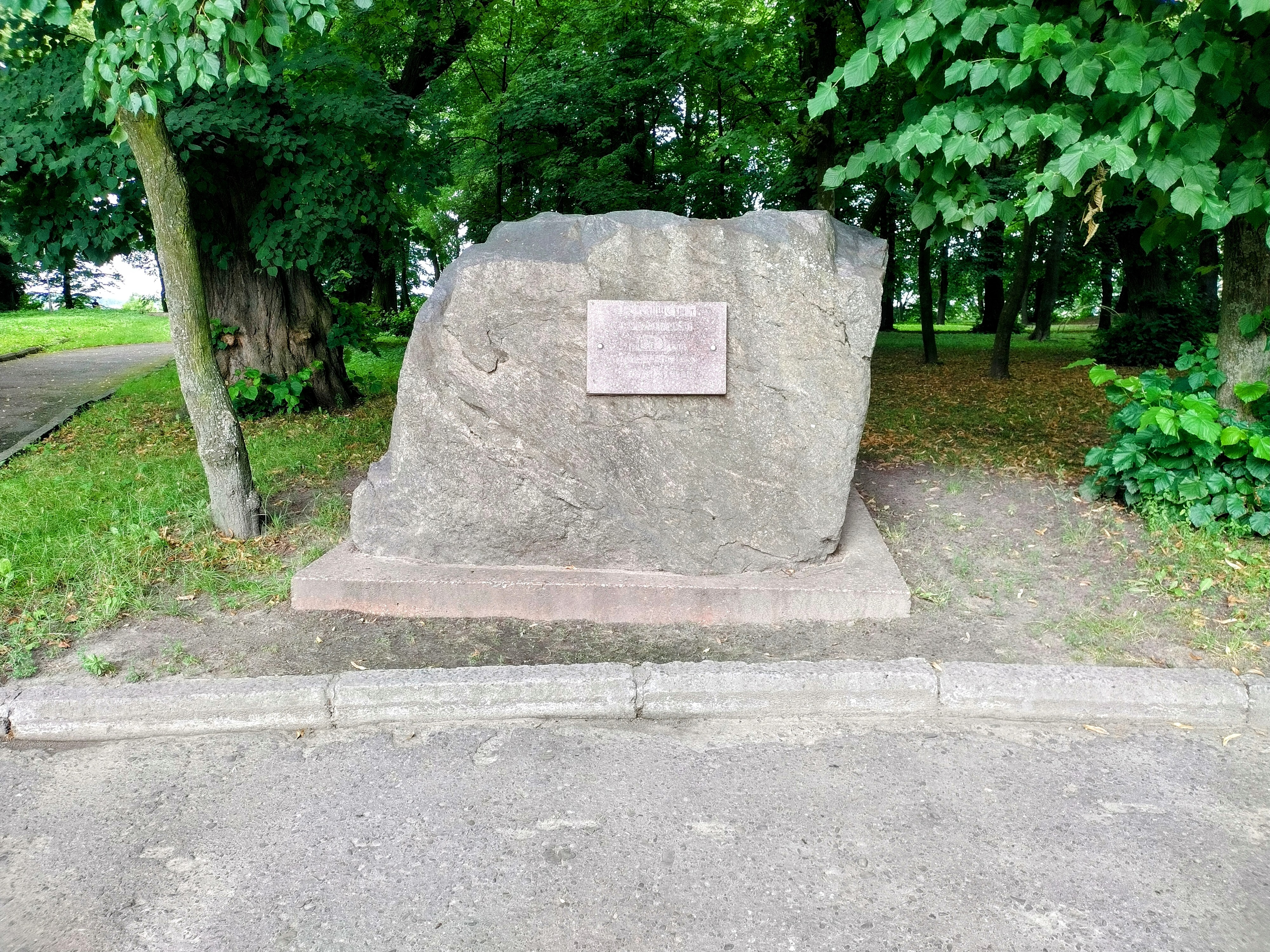
Пам'ятний знак "Городище XIII ст."